# جيرالد كينيدي سكيس
السير جيرالد كينيدي نيكولاس تريفاسكيس (1 يناير 1915 - 14 مارس 1990) كان مسؤولًا استعماريًا بريطانيًا وضابطًا بالجيش. شغل منصب المفوض السامي لعدن من عام 1963 إلى عام 1965.
رأى تريفا الخدمة النشطة خلال الحرب العالمية الثانية كجندي ثم ضابط في فوج روديسيا الشمالية . في أغسطس 1940 ألقت القوات الإيطالية القبض عليه أثناء خدمته في أرض الصومال البريطانية وأصبح أسير حرب . بعد الإفراج عنه في عام 1941 أمضى بقية الحرب في الخدمة مع الإدارة العسكرية البريطانية لإريتريا.
في 10 ديسمبر 1963 تعرض تريفسكيس لهجوم من الجبهة الوطنية للتحرير اليمني (NLF). ألقيت قنبلة على مجموعته في مطار خورمكسر وكان من بين الجرحى وقتل اثنان آخران. أدى هذا الهجوم إلى إطلاق حالة طوارئ عدن.